# Matchless Model X-serie
Het Matchless Model X was een motorfiets die het Britse merk Matchless produceerde van 1929 tot 1940. Na de overname van AJS in 1932 werd door badge-engineering een identiek model onder de naam AJS Model T2 geproduceerd.

## Voorgeschiedenis
Sinds de afloop van de Eerste Wereldoorlog had Matchless zich vooral geconcentreerd op zware zijspantrekkers. Als eerste was daar het Matchless Model H, dat van 1919 tot 1923 werd geleverd met inbouwmotoren van andere merken: een 976cc-V-twin-zijklepper van JAP of een 996cc-V-twin-kop/zijklepper van MAG. In 1924 volgden de licht gewijzigde Matchless Model M/3 (JAP) en Matchless Model M/4 (MAG). In 1925 werden de inbouwmotoren afgelost door eigen Matchless-V-twins. De modelnaam M/3 bleef behouden en er kwam ook een sportmotor, de Matchless Model M/3S. 

## 1929: Model X en Model X/R
Het Model M/3 had ten opzichte van zijn voorgangers slechts kleine veranderingen ondergaan. Toen de machine in 1929 de naam "Model X" kreeg, bleef de 50º V-twin ongewijzigd, maar het frame was nu aangepast om een echte zadeltank te kunnen monteren en omdat het onder het blok door liep werd door Matchless "Loop Frame" genoemd. Het was een doorontwikkeling van het oude open brugframe, waarbij het motorblok aan de voor- en achterkant vastgeschroefd was. Het nieuwe frame leek daarop, maar kreeg onder de framebuizen twee schetsplaten die onder het blok door liepen en waaraan ook de versnellingsbak was bevestigd. In de tank was geen ruimte meer voor de smeerolie, die naar een aparte tank onder het zadel verhuisde. De handschakeling van de Sturmey-Archer-drieversnellingsbak bleef gehandhaafd, maar de machine kreeg twee forse fishtail-uitlaten aan de rechterkant. Voor en achter waren trommelremmen gebruikt en de voorvork was een parallellogramvork uit eigen huis. Het stuur was veel lager en daarmee sportiever en de machine leverde ongeveer 20 pk bij 4.000 tpm. 
Het Model X/R volgde het Matchless Model M/3S als sportmotor op. De "R" gaf aan dat dit een sportmodel was, met vernikkelde cilinderwanden, verchroomde velgen en voetsteunen en plaats van treeplanken en voetschakeling. Onder meer door een hogere compressieverhouding leverde de machine 26 pk bij 4.200 tpm.

## 1930: Model X/2 en Model X/R2
Zoals andere Britse merken veranderde Matchless de modelnamen jaarlijks. In 1930 veranderden die in X/2 en X/R2, maar de machines kregen ook een nieuwe motor, die inwendig ongewijzigd bleef maar waarbij de zijkleppen ingebouwd waren, zodat het geheel er wat netter uitzag. 

## Model X/R3 t/m 39/X4
In 1931 werd het sportmodel onder de naam X/R3 voor het laatst geproduceerd. Het toermodel werd zelf steeds sportiever waardoor het ook multifuctioneel werd: als toermotor, sportmotor én als zijspantrekker inzetbaar. Nadat Matchless in 1931 AJS overnam, werd het AJS Model R2 al snel vervangen door een kopie van het Matchless Model X. Dit model kreeg de naam AJS Model T2. Beide modellen kregen vanaf 1933 het jaartal in de typenaam, zoals Matchless Model 33/X3 en AJS Model 33/2. Halverwege de jaren dertig begon de populariteit van de zijkleppers te dalen, hoewel zijspanrijders er nog vaak de voorkeur aan gaven boven kopklepmotoren. Er werden nog een aantal detailwijzigingen doorgevoerd, zoals een andere tank, het verdwijnen van de fishtail-uitlaten in 1935 en een nieuwe, meer horizontale schakelhefboom. Het Model X had al in 1930 een vierversnellingsbak van Sturmey-Archer gekregen. In 1937 werd het model nog eens helemaal herzien om als sportieve toermachine door het leven te gaan. Door het uitbreken van de Tweede Wereldoorlog eindigde de productie, hoewel er in 1940 nog een klein aantal van het Model 39/X4 verkocht is. 

## Technische gegevens
| Matchless Model        | X                        | X/R                      | X/2                      | X/R2                     | X/3                      | X/R3                     | 33/X3                       | 34/X4                       | 35/X4                       | 36/X4                       | 37/X4                       | 38/X4                       | 39/X4                       |
| ---------------------- | ------------------------ | ------------------------ | ------------------------ | ------------------------ | ------------------------ | ------------------------ | --------------------------- | --------------------------- | --------------------------- | --------------------------- | --------------------------- | --------------------------- | --------------------------- |
| Periode                | 1929                     | 1929                     | 1930                     | 1930                     | 1931-1932                | 1931                     | 1933                        | 1934                        | 1935                        | 1936                        | 1937                        | 1938                        | 1939-1940                   |
| Categorie              | Toer                     | Sport                    | Toer                     | Sport                    | Toer                     | Sport                    | Sport / Toer/Zijspantrekker | Sport / Toer/Zijspantrekker | Sport / Toer/Zijspantrekker | Sport / Toer/Zijspantrekker | Sport / Toer/Zijspantrekker | Sport / Toer/Zijspantrekker | Sport / Toer/Zijspantrekker |
| Motortype              | Zijklep                  | Zijklep                  | Zijklep                  | Zijklep                  | Zijklep                  | Zijklep                  | Zijklep                     | Zijklep                     | Zijklep                     | Zijklep                     | Zijklep                     | Zijklep                     | Zijklep                     |
| Bouwwijze              | Dwarsgeplaatste V-twin   | Dwarsgeplaatste V-twin   | Dwarsgeplaatste V-twin   | Dwarsgeplaatste V-twin   | Dwarsgeplaatste V-twin   | Dwarsgeplaatste V-twin   | Dwarsgeplaatste V-twin      | Dwarsgeplaatste V-twin      | Dwarsgeplaatste V-twin      | Dwarsgeplaatste V-twin      | Dwarsgeplaatste V-twin      | Dwarsgeplaatste V-twin      | Dwarsgeplaatste V-twin      |
| Koeling                | Lucht                    | Lucht                    | Lucht                    | Lucht                    | Lucht                    | Lucht                    | Lucht                       | Lucht                       | Lucht                       | Lucht                       | Lucht                       | Lucht                       | Lucht                       |
| Boring                 | 85,5 mm                  | 85,5 mm                  | 85,5 mm                  | 85,5 mm                  | 85,5 mm                  | 85,5 mm                  | 85,5 mm                     | 85,5 mm                     | 85,5 mm                     | 85,5 mm                     | 85,5 mm                     | 85,5 mm                     | 85,5 mm                     |
| Slag                   | 85,5 mm                  | 85,5 mm                  | 85,5 mm                  | 85,5 mm                  | 85,5 mm                  | 85,5 mm                  | 85,5 mm                     | 85,5 mm                     | 85,5 mm                     | 85,5 mm                     | 85,5 mm                     | 85,5 mm                     | 85,5 mm                     |
| Cilinderinhoud         | 981,8 cc                 | 981,8 cc                 | 981,8 cc                 | 981,8 cc                 | 981,8 cc                 | 981,8 cc                 | 981,8 cc                    | 981,8 cc                    | 981,8 cc                    | 981,8 cc                    | 981,8 cc                    | 981,8 cc                    | 981,8 cc                    |
| Carburateur(s)         | 1 B&B                    | 1 B&B                    | 1 Amal                   | 1 Amal                   | 1 Amal                   | 1 Amal                   | 1 Amal                      | 1 Amal                      | 1 Amal                      | 1 Amal                      | 1 Amal                      | 1 Amal                      | 1 Amal                      |
| Smeersysteem           | Dry-sump                 | Dry-sump                 | Dry-sump                 | Dry-sump                 | Dry-sump                 | Dry-sump                 | Dry-sump                    | Dry-sump                    | Dry-sump                    | Dry-sump                    | Dry-sump                    | Dry-sump                    | Dry-sump                    |
| Compressieverhouding   | 4,4:1                    | 4,8:1                    | 4,4:1                    | 4,8:1                    | 4,4:1                    | 4,8:1                    | 4,4:1                       | 4,4:1                       | 4,4:1                       | 4,4:1                       | 4,4:1                       | 4,4:1                       | 4,4:1                       |
| Max. Vermogen          | 20 pk bij 4.000 tpm      | 26 pk bij 4.200 tpm      | 20 pk bij 4.000 tpm      | 26 pk bij 4.200 tpm      | 20 pk bij 4.000 tpm      | 26 pk bij 4.200 tpm      | 20 pk bij 4.000 tpm         | 20 pk bij 4.000 tpm         | 20 pk bij 4.000 tpm         | 20 pk bij 4.000 tpm         | 20 pk bij 4.000 tpm         | 20 pk bij 4.000 tpm         | 20 pk bij 4.000 tpm         |
| Primaire aandrijving   | Ketting                  | Ketting                  | Ketting                  | Ketting                  | Ketting                  | Ketting                  | Ketting                     | Ketting                     | Ketting                     | Ketting                     | Ketting                     | Ketting                     | Ketting                     |
| Koppeling              | Enkelvoudige droge plaat | Enkelvoudige droge plaat | Enkelvoudige droge plaat | Enkelvoudige droge plaat | Enkelvoudige droge plaat | Enkelvoudige droge plaat | Enkelvoudige droge plaat    | Enkelvoudige droge plaat    | Enkelvoudige droge plaat    | Enkelvoudige droge plaat    | Enkelvoudige droge plaat    | Enkelvoudige droge plaat    | Enkelvoudige droge plaat    |
| Versnellingen          | 3                        | 3                        | 4                        | 4                        | 4                        | 4                        | 4                           | 4                           | 4                           | 4                           | 4                           | 4                           | 4                           |
| Secundaire aandrijving | Ketting                  | Ketting                  | Ketting                  | Ketting                  | Ketting                  | Ketting                  | Ketting                     | Ketting                     | Ketting                     | Ketting                     | Ketting                     | Ketting                     | Ketting                     |
| Rijwielgedeelte        | Loop Frame               | Loop Frame               | Loop Frame               | Loop Frame               | Loop Frame               | Loop Frame               | Loop Frame                  | Loop Frame                  | Loop Frame                  | Loop Frame                  | Loop Frame                  | Loop Frame                  | Loop Frame                  |
| Voorvork               | Parallellogram           | Parallellogram           | Parallellogram           | Parallellogram           | Parallellogram           | Parallellogram           | Parallellogram              | Parallellogram              | Parallellogram              | Parallellogram              | Parallellogram              | Parallellogram              | Parallellogram              |
| Achtervork             | Star                     | Star                     | Star                     | Star                     | Star                     | Star                     | Star                        | Star                        | Star                        | Star                        | Star                        | Star                        | Star                        |
| Remmen                 | Trommelremmen            | Trommelremmen            | Trommelremmen            | Trommelremmen            | Trommelremmen            | Trommelremmen            | Trommelremmen               | Trommelremmen               | Trommelremmen               | Trommelremmen               | Trommelremmen               | Trommelremmen               | Trommelremmen               |
| AJS-Model              |                          |                          |                          |                          | T2                       |                          | 33/2                        | 34/2                        | 35/2                        | 36/2                        | 37/2                        | 38/2                        | 39/2                        |